# Bradley Jacobs
Bradley Jacobs (conocido como Brad Jacobs; Sault Ste. Marie, 11 de junio de 1985) es un deportista canadiense que compite en curling.
Participó en los Juegos Olímpicos de Sochi 2014, obteniendo una medalla de oro en la prueba masculina. Ganó dos medallas en el Campeonato Mundial de Curling, en los años 2013 y 2025.

## Palmarés internacional
| Juegos Olímpicos   | Juegos Olímpicos   | Juegos Olímpicos  | Juegos Olímpicos |
| Año                | Lugar              | Medalla           | Prueba           |
| ------------------ | ------------------ | ----------------- | ---------------- |
| 2014               | Sochi (Rusia)      | Medalla de oro    | Equipo           |
| Campeonato Mundial |                    |                   |                  |
| Año                | Lugar              | Medalla           | Prueba           |
| 2013               | Victoria (Canadá)  | Medalla de plata  | Equipo           |
| 2025               | Moose Jaw (Canadá) | Medalla de bronce | Equipo           |